# Melanocamarosporium
Melanocamarosporium is een monotypisch geslacht van schimmels behorend tot de familie Melanommataceae. Het bevat alleen Melanocamarosporium galiicola.